# أنور جمال
أنور جمال (بالإنجليزية: Anwar Jamal)‏ هو منتج أفلام ومخرج هندي، ولد في 15 أغسطس 1961 في بريلي في الهند.

## وصلات خارجية
- أنور جمال على موقع IMDb (الإنجليزية)
- أنور جمال على موقع أول موفي (الإنجليزية)
- أنور جمال على موقع كينوبويسك (الروسية)